# حسابداری تعهدی
در دانش مالی، حسابداری تعهدی (انگلیسی: Accrual accounting) به فرایند شناسایی و ثبت درآمدها و هزینه‌ها در زمانی که اتفاق می‌افتند، نه زمانی که پول نقد دریافت یا پرداخت می‌شود، اشاره دارد. به عبارت دیگر، درآمدها زمانی شناسایی می‌شوند که کسب شده باشند، حتی اگر هنوز وجه نقد دریافت نشده باشد، و هزینه‌ها زمانی شناسایی می‌شوند که متحمل شده باشند، حتی اگر هنوز پرداخت نشده باشند. این روش با روش نقدی متفاوت است، که در آن درآمدها و هزینه‌ها فقط زمانی شناسایی می‌شوند که پول نقد دریافت یا پرداخت شود.
استفاده از روش تعهدی در حسابداری، تصویر دقیق‌تری از عملکرد مالی یک شرکت ارائه می‌دهد، زیرا درآمدها و هزینه‌ها را در دوره زمانی که به آنها مربوط می‌شود، نشان می‌دهد. این امر به ویژه برای شرکت‌هایی که دارای چرخه عملیاتی طولانی هستند یا معاملات اعتباری زیادی دارند، اهمیت دارد.